# Гардый, Пётр Семёнович

Пётр Семёнович Гардый

Пётр Семёнович Га́рдый (англ. Peter S. Hardy, родился 7 июня 1897, умер 24 апреля 1989, Трамбалл, Коннектикут) — американский предприниматель, меценат галицко-русских, лемковских и православных организаций в США и Польше.

## Биография
Родился на Лемковщине, в селе Юрковцы Сянокского уезда (Австро-Венгрия, ныне Польша) в семье крестьянина. Окончил народную школу. В 15-летнем возрасте эмигрировал в США. Благодаря своим способностям приобрёл значительное состояние, стал владельцем крупного завода по производству алюминия в городе Бриджпорт.
Во время своего путешествия на Лемковщину, Пряшевщину и Закарпатье посетил могилы выдающихся карпато-русских деятелей, на его средства были обновлены памятники А. И. Добрянского, Ю. И. Ставровского-Попрада, А. И. Павловича.
В 1946 году организовал в городе Йонкерс общество «Лемко-Релиф» для помощи пострадавшему во время Второй мировой войны населению Лемковщины. В 1958 году благодаря ходатайствам и заботам Петра Гардого была вновь открыта и отреставрирована русская православная церковь в городе Сянок, а затем церкви в других городах и селах Польши.
На средства Петра Гардого в США в 1964 году были переизданы выпуски «Талергофского альманаха» (под заглавием «Галицкая Голгофа. Военные преступления Габсбургской монархии 1914—1917 годов»), в 1970 году переиздана книга Филиппа Свистуна «Прикарпатская Русь под владением Австрии» и книга «Начало истории Американской Руси» прот. Петра Коханика.